# Rio Berivoaia
O Rio Berivoaia é um rio da Romênia afluente do Rio Dâmbovnic, localizado no distrito de Argeş.